# Fairford Leys
Fairford Leys is een plaats in het bestuurlijke gebied Aylesbury Vale, in het Engelse graafschap Buckinghamshire met 1848 inwoners. Fairford Leys maakt deel uit van de civil parish Coldharbour.

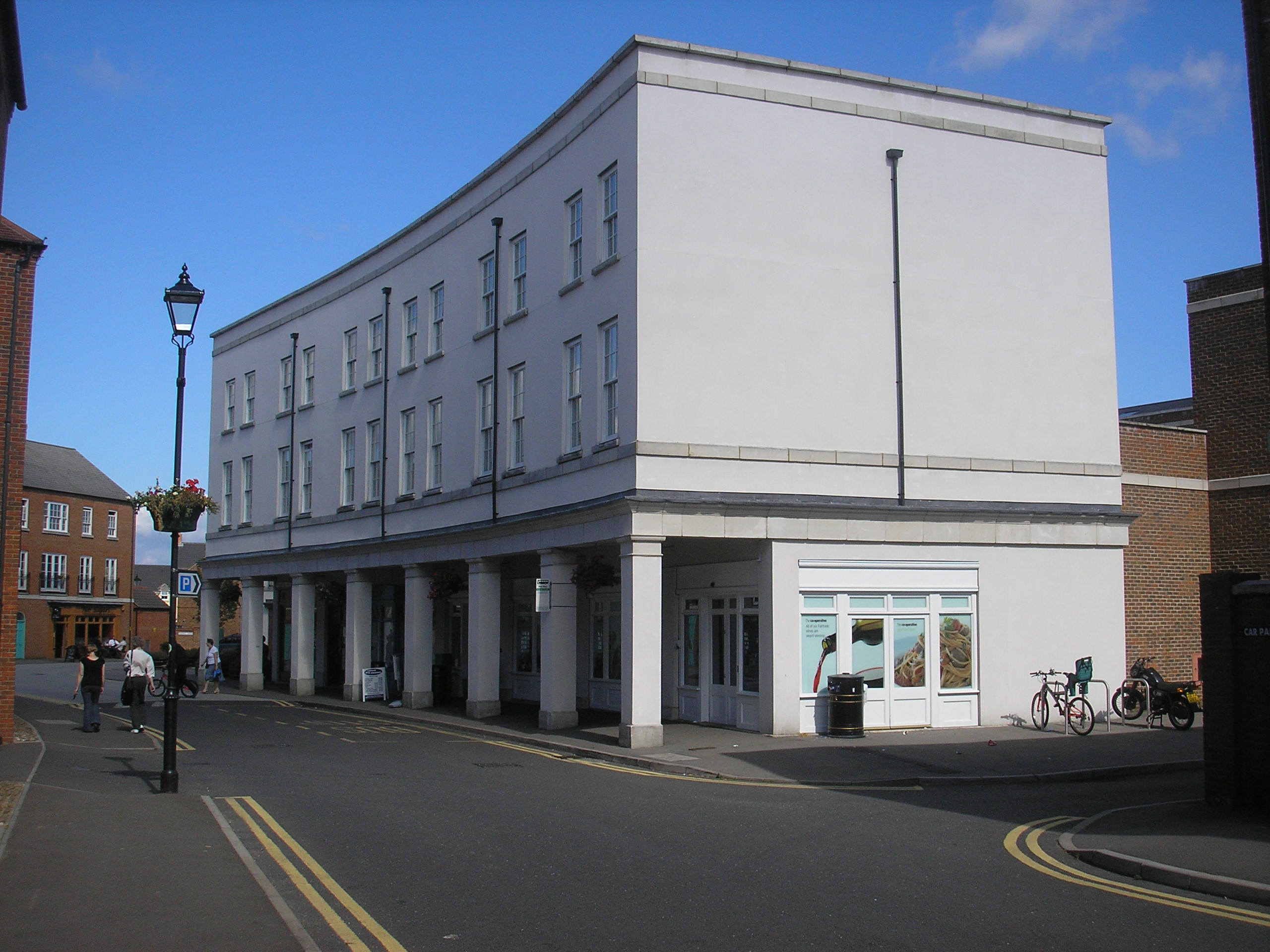
Town Centre
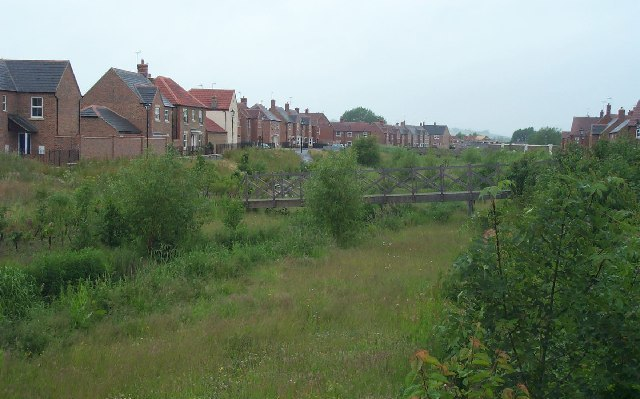
Bearbrook, Fairlord Leys